# Nazionale maschile under 19 di calcio della Polonia
La nazionale di calcio polacca U-19 è la rappresentativa calcistica Under-19 della Polonia ed è posta sotto l'egida della PZPN. Nella gerarchia delle nazionali calcistiche giovanili polacche è posta prima della nazionale Under-20 e dopo la nazionale Under-18.

## Piazzamenti agli Europei Under-19
- 2002: Turno di qualificazione
- 2003: Turno di qualificazione
- 2004: Fase a gironi
- 2005: Fase Elite
- 2006: Fase a gironi
- 2007: Fase Elite
- 2008: Fase Elite
- 2009: Turno di qualificazione
- 2010: Fase Elite
- 2011: Fase Elite
- 2012: Turno di qualificazione
- 2013: Fase Elite
- 2014: Turno di qualificazione
- 2015: Fase Elite
- 2016: Fase Elite
- 2017: Fase Elite
- 2018: Fase Elite
- 2019: Fase Elite
- 2022: Turno di qualificazione
- 2023: Fase a gironi